# Мег Раян
Мег Раян (англ. Meg Ryan; нар. 19 листопада 1961, Ферфілд, Коннектикут, США) — американська акторка телебачення, кіно та озвучення, продюсерка та режисерка кіно.

## Біографія
Народилася 19 листопада 1961 Ферфілд, Коннектикут, США.
Коли Мег було 15, її мати Сьюзен, агентка з підбору акторів, що мріяла стати акторкою, обрала кар'єру, залишивши чотирьох дітей на батька, шкільного викладача математики і тренера за сумісництвом. 
Мег з дитинства була правильною, розумною та романтичною дівчинкою, відмінницею, головою класу і при цьому мала популярність серед однолітків. Після закінчення середньої школи в місті Бетел в 1979 році вступила на факультет журналістики Нью-Йоркського університету.
Щоб оплачувати своє навчання, почала підробляти акторською грою. 1981 року дебютувала в останньому фільмі Джорджа К'юкора «Багаті і знамениті» в ролі дочки Кандіс Бергена. З 1982 по 1984 рік грала Бетсі Монтгомері в серіалі «Поки обертається світ». 1986 року великий касовий успіх в США має фільм «Найкращий стрілець» з Томом Крузом. Раян в ролі дружини другого льотчика (Ентоні Едвардс) запам'яталася всій Америці фразою: «Візьми мене чи втрать назавжди».
Режисери побачили в Мег Раян новий типаж молодої американки — енергійної й чуттєвої з одного боку і зворушливо вразливої — з іншого. 1989 року Раян отримала першу головну роль в романтичній комедії Роба Рейнера «Коли Гаррі зустрів Саллі». Фільм став культовим, а сцена, в якій її героїня симулює оргазм, визнана класичною. Спроби Раян зніматися в серйозних картинах мало хвилювали пересічного глядача, що хотів бачити її в образі романтичної білявки, ідеальної дружини та партнерки.
Найвпізнаваніші ролі у стрічках «Несплячі в Сієтлі», визнаній в США однією з найкращих мелодрам початку 1990-х, «Французький поцілунок», «Вам лист», у якому Раян знову склала екранну пару з Томом Генксом, «Місто ангелів» з Ніколасом Кейджем.
Була одружена з актором Деннісом Квейдом з 14 лютого 1991 по 16 липня 2001 року. Сина Джека Генрі Квейда народила 24 квітня 1992 року. У січні 2006 року удочерила 14-місячну китайську дівчинку, яку назвала Дейзі Тру (Daisy True). Від 2010 перебувала у періодичних стосунках з американським музикантом Джоном Мелленкемпом, 8 листопада 2018 року пара оголосила про заручини, офіційно розлучилася у 2019 році.

## Фільмографія

### Акторка
- Багаті і знамениті (1981)
- Емі і ангел (1982) (телевізійний фільм)
- Один з хлопців (1982) (телевізійний серіал)
- Поки обертається світ (1982—1984 роки) (телевізійний серіал)
- Емітівіль 3: Демон (1983)
- Дика сторона (1985) (телевізійний серіал)
- Найкращий стрілець (1986)
- Озброєний і небезпечний (1986)
- Далекі мрії (1987)
- Внутрішній космос (1987)
- Мертвий після прибуття (1988)
- Президія (1988)
- Коли Гаррі зустрів Саллі (1989)
- Джо проти вулкану (1990)
- Дорз (1991)
- Прелюдія до поцілунку (1992)
- Несплячі в Сієтлі (1993)
- Плоть і скелет (1993)
- Століття кіно (1994) (документальний фільм)
- Коли чоловік кохає жінку (1994)
- Коефіцієнт інтелекту (1994)
- Французький поцілунок (1995) (також продюсерка)
- Королівська милість (1995)
- Мужність в бою (1996)
- Дурман кохання (1997)
- Анастасія (1997) (мультфільм — озвучування)
- Місто ангелів (1998)
- Переполох (1998)
- Вам лист (1998)
- Відбій (2000)
- Доказ життя (2000)
- Кейт і Лео (2001)
- У пошуках Дебори Вінгер (2002) (документальний фільм)
- Темна сторона пристрасті (2003)
- Наперекір долі (2004)
- В країні жінок (2006)
- Новий хлопець моєї мами (2008)
- Жінки (2008)
- Угода (2008)
- Це розлучення! (2009)

### Продюсерка
- Французький поцілунок (1995)
- Північне сяйво (1997)
- Заблукалі душі (2000)
- Весільний переполох (2001)
- Шамани пустелі (2002)